# Ionisationsrauchmelder

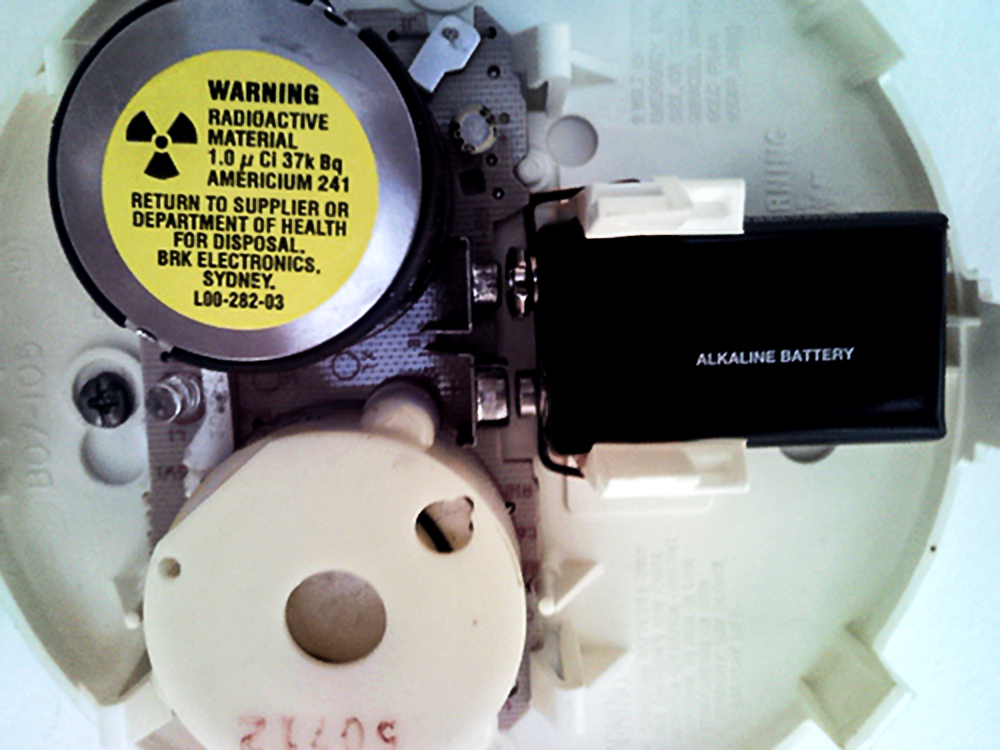
Rauchmelder mit Americium ^{241}Am von innen

Ionisationsrauchmelder, Ionisationsmelder, kurz I-Melder, bestehen aus einer Kammer, deren Luft mit einer radioaktiven Substanz, meist Americium-241, ionisiert wird. Rauchpartikel bremsen die Ionen ab, was sich als Spannungsänderung bemerkbar macht. Sie waren lange Zeit Rauchmelder der ersten Wahl. Auch wegen der Radioaktivität werden sie aber nach und nach von optischen Rauchmeldern abgelöst.

## Funktionsprinzip
Meist wird mit zwei gleichen Kammern gearbeitet, die beide mit Elektroden versehen sind, an die eine Hochspannung angelegt wird. Die Kammern sind elektrisch in Reihe geschaltet und bilden einen Spannungsteiler.
Die Referenzkammer ist fast komplett dicht. Die Messkammer ist offen, damit Rauch eindringen kann (eine Elektrode ist als Gitter ausgeführt).
Die Luft in den Kammern wird durch einen Alpha- oder Beta-Strahler ionisiert, dadurch fließt ein Strom im Nanoamperebereich.
Dringen Rauchteile in die offene Messkammer ein, lagern sie sich an die Ionen an und bremsen sie. Der Strom verringert sich, was einer Erhöhung des Widerstands entspricht. Dadurch steigt die Spannung an der Messkammer an, ab einer gewissen Spannungshöhe wird Alarm ausgelöst.
Verschiedene Störgrößen wie z. B. Luftdruck, Feuchtigkeit ändern sich nur langsam, wirken auf beide Kammern gleich und werden daher nicht gemessen.

### Verstärker
Die Ionisations-Ströme sind sehr klein. Zu Beginn wurden Elektronenröhren eingesetzt. Sie konnten Ströme im Bereich einiger Nanoampere messen. Später wurden diese durch Feldeffekttransistoren (MOSFET) abgelöst. Mit ihnen ist es möglich, Ströme von weniger als 10 pA zu messen. Dadurch konnte die nötige Radioaktivität entsprechend verringert werden.

### Isolation
Beim Messen kleiner Ströme ist die Isolation von großer Bedeutung. Wasser auf der Oberfläche, Staub und Feuchtigkeit führen zu Leckströmen. Die Isolationsstrecken mussten daher groß sein und auch aus geeigneten Materialien hergestellt werden.

## Geschichte
Schon in den 1920er Jahren gab es Experimente zur Rauchgaserkennung über eine Ionisationskammer.
Ende der 1930er Jahre wollte der Physiker Walter Jäger mit einer Ionisationskammer Giftgas erkennen, dabei stellte er fest, dass Zigarettenrauch deutlich besser erkannt wird. Daraufhin wurde 1941 in Bad Ragaz die Cerberus GmbH  gegründet, dort wirkten Walter Jäger (Gründer), Ernst Meili (Technischer Leiter) und Hans Lutz von Gugelberg (Entwickler von Kaltkathodenröhren) zusammen, um eine Hochspannungsmessung mit empfindlichen Kaltkathodenröhren zu erforschen und zu bauen. Schließlich hatte man 1946 ein Glimmrelais mit Starteranode entwickelt, welches die Spannung messen kann und den Strom millionenfach verstärkt. Damit war es möglich, Ionisationsrauchmelder zu bauen.
Verkauft wurden insgesamt fünf Millionen Stück der Rauchmelder unter den Namen F2 (ab 1946) und nochmal verbessert als F3 (ab 1951). Ab 1967 stellte man dann welche mit Transistoren her. Damit wurden kleine, günstige, batteriebetriebene Melder für den Haushalt möglich.
Cerberus wurde später von der Siemens Building Technologies übernommen. Gugelberg gründete 1954  die heute zur Pilz Unternehmensgruppe gehörende Firma Elesta.
Lange Zeit waren Ionisationsrauchmelder auch in Deutschland weit verbreitet. Durch strengere Freigrenzen für die üblicherweise verwendeten Nuklide und die Weiterentwicklung optischer Rauchmelder wurden diese jedoch nahezu vollständig vom Markt verdrängt.

## Vor- und Nachteile
Ionisationsmelder reagieren besonders empfindlich auf kleine Rauchpartikel, wie sie vorzugsweise bei flammenden Bränden, aber auch in Dieselruß, auftreten. Im Gegensatz dazu sind optische Brandmelder besser zum frühzeitigen Erkennen von Schwelbränden mit relativ großen und hellen Rauchpartikeln geeignet. Einige Versuche in den USA, wo diese Geräte weit verbreitet sind, stellten fest, dass Ionisationsrauchmelder nahezu gar nicht auf große Rauchpartikel, wie bei Schwelbränden üblich reagieren. Daraufhin wurde es in einigen Bundesstaaten verboten, alleinig diese Geräte einzusetzen. Das Detektionsverhalten beider Meldertypen ist daher eher als einander ergänzend zu betrachten. Ein eindeutiger Vorteil bezüglich Sicherheit vor Falschalarmen (durch Wasserdampf, Küchendämpfe, Zigarettenrauch etc.) kann für keinen dieser Meldertypen ausgemacht werden. Für den Einsatz als lebensrettende Rauchwarnmelder, wie sie in fast allen deutschen Bundesländern bereits vorgeschrieben sind, werden nur optische Rauchmelder (Normausrüstung) oder Wärmemelder (Zusatzausstattung, z. B. in Küchenbereichen) eingesetzt.

## Verwendete Strahler
Die ersten Ionisationsrauchmelder verwendeten Radium-226, einen Alphastrahler. Radium zerfällt in das radioaktive Edelgas Radon, welches beim Einatmen auch in der Lunge zu radioaktivem Polonium zerfallen kann.
Es konnten damals nur relativ große Ionenströme gemessen werden – entsprechend stark musste der Strahler sein. Früher wurde das Radium von Hand mit Pinseln auf eine kleine Fläche im Rauchmelder aufgebracht; mit entsprechender Strahlenbelastung der Arbeiter. Später wurde Radonoxid in einer dünnen, hermetisch dichten Edelmetallhülle untergebracht. Die Scheiben oder Folien wurden als sogenannte "Umschlossene radioaktive Stoffe" in den Melder eingebaut. Eine Bauartzulassung, und damit die allgemeine Verwendbarkeit, bei vorliegender Umgangsgenehmigung des Einbauers, war deswegen möglich.
Später wurde auch Krypton (85Kr, Betastrahler, max. 687 keV) in Glasampullen eingesetzt. Die Fertigung barg jedoch ebenfalls Risiken.
Die Stoffe wurden später durch das Americium-Isotop 241 (241Am, Halbwertszeit 432 Jahre, Alphastrahler, ca. 5,4 MeV) abgelöst. Es wird Americium-Oxid verwendet. Americium sendet auch einen geringen, niederenergetischen Photonen-Anteil mit Energien <60 keV aus, der als unkritisch gilt. Die Aktivität muss in Rauchmeldern gegenüber Radium ca. das Fünffache betragen. Alphastrahlung hat eine geringe Reichweite und verlässt daher den Rauchmelder nicht. Die aus AmO2 bestehende Quelle gilt selbst beim Verschlucken als ungefährlich, da das Oxid nicht wasserlöslich ist.

## Problematik
Aufgrund strenger Auflagen werden Ionisationsmelder nur noch in Sonderfällen eingesetzt. Das Gefährdungspotenzial eines einzelnen Melders ist bei bestimmungsgemäßem Gebrauch und Entsorgung jedoch gering. Im Normalfall sind die Ionisationsmelder aufgrund ihrer geringen Aktivität vollkommen ungefährlich.
Nach einem Brandfall ist aber der Brandschutt nach verschollenen Brandmeldern abzusuchen. Wenn nicht alle Melder gefunden werden, ist der gesamte Brandschutt nach den Strahlenschutzverordnungen (zumindest im EU-Raum) als Sondermüll zu entsorgen, was erhebliche Mehrkosten nach einem Einsatz der Feuerwehr verursachen kann. Das Suchen der Melder ist aber nicht immer sehr einfach. Mit Geigerzählern hat man kaum eine Chance, sie unter einer Schicht mit einer Dicke von einigen Zentimetern zu finden. Möglich ist auch eine visuelle Suche. Mittels des Brandmelderinstallationsplans kann dabei die ungefähre Lage der Brandmelder abgeschätzt werden.
Die Vorschriften bezüglich radioaktiver Strahler wurden im Laufe der Zeit verschärft. Hersteller bieten an, die radioaktiven Strahler fachgerecht zu entsorgen. Wird ein Haus mit einer Brandmeldeanlage abgerissen, wird vermutlich selten daran gedacht, dass in jedem Raum ein radioaktiver Strahler ist, welcher fachgerecht zu entsorgen ist. Der Eigentümer hat sicherzustellen, dass die Ionisationsmelder fachgerecht entsorgt werden. Selbst der Errichter der Brandmeldeanlage hat bei der Wartung jeden Austausch eines Ionisationsmelders zu dokumentieren und die Entsorgung nachzuweisen.
Aus diesem Grund ist in den technischen Anschlussbedingungen für Brandmeldeanlagen in immer mehr Landkreisen die Verwendung von Ionisationsrauchmeldern untersagt.
Ein weiterer heikler Punkt ist die Korrosion der Quellen. Die radioaktiven Materialien können nicht gut gekapselt werden, weil sonst die Alphastrahlung durch die Umhüllung absorbiert würde. In der Praxis wurde der Strahler häufig nur mit einer sehr dünnen Goldschicht oder auch gar nicht bedeckt. Korrodierte die Quelle mit der Zeit, konnte radioaktives Material austreten. Die Strahlenbelastung eines in einiger Distanz montierten und intakten Melders ist gering. Lediglich ein kleiner Anteil Gamma-Strahlung kommt bis zum Bewohner. Tritt jedoch radioaktives Material aus und wird z. B. eingeatmet, so kann das schwerwiegende Folgen haben, weil Alpha-Strahler im Körper eine stark schädigende Wirkung haben.
Am weitesten verbreitet sind Ionisationsmelder in Angloamerika und Australien, dort dürfen sie in der Regel über den Hausmüll entsorgt werden.